# Varelito
Manuel Varé García «Varelito» (Sevilla, 21 de septiembre de 1893-ib., 13 de mayo de 1922) fue un torero español que falleció a los 28 años como consecuencia de complicaciones derivadas de la cogida que le infligió el toro Bombito de la ganadería de Guadalest, el día 21 de abril de 1922 en la Plaza de toros de la Real Maestranza de Caballería de Sevilla.

## Biografía
Nació en el barrio de Triana de Sevilla, el 21 de septiembre de 1893. Formó parte en sus inicios de una cuadrilla juvenil. En septiembre de 1912, debutó como novillero en la Plaza de toros de Sevilla, alternando con Manuel Navarro y Belmonte, su presentación como novillero en Madrid tuvo lugar en 1913. Tomó la alternativa también en la Plaza de Madrid el 26 de septiembre de 1918, actuando como padrino Joselito el Gallo, convirtiéndose rápidamente en una figura del toreo, destacando especialmente en la realización del volapié. 
El 21 de abril de 1922, en la Plaza de toros de la Real Maestranza de Caballería de Sevilla, después de entrar a matar al toro Bombito que salió al ruedo en quinto lugar, fue perseguido por el animal que lo corneó por la espalda, penetrándole el asta de toro por el recto. Tras ser intervenido en la enfermería de la plaza, su estado era de máxima gravedad por la gran pérdida de sangre, administrándosele la extremaunción. Posteriormente se le trasladó a su domicilio en Sevilla, donde inicialmente mejoró, pero presentó una infección, complicación difícil de combatir en la época, pues no existían aún medicamentos antibióticos. Su estado fue empeorando progresivamente y a pesar de todos los esfuerzos llevados a cabo por los médicos que lo atendieron, falleció por sepsis 22 días después de la cornada, el 13 de mayo de 1922 a las 6 de la mañana.